# Michaił Aleksiejew (kolaborant)
Michaił Aleksiejewicz Aleksiejew, ros. Михаил Алексеевич Алексеев (ur. w 1897 w Charkowie, zm. 16 maja 1943 w ZSRR) – rekrut Armii Czynnej Ukraińskiej Armii Ludowej, a następnie Armii Czerwonej, zastępca starosty i jednocześnie szef oddziału paszportowego kolaboracyjnego swatowskiego zarządu rejonowego podczas II wojny światowej
W 1919 r. wstąpił do wojsk ukraińskich atamana Symona Petlury. W 1921 r. wraz z pozostałymi wojskowymi został internowany w Polsce. W 1922 r. powrócił na Ukrainę. Ukończył studia wyższe. Po ataku wojsk niemieckich na ZSRR 22 czerwca 1941 r., został zmobilizowany do Armii Czerwonej w listopadzie tego roku. Służył w 467 Batalionie Zabezpieczenia Lotniczego. W lipcu 1942 r. dostał się do niewoli niemieckiej, z której zdołał zbiec, po czym przybył do okupowanego Swatowa. Niemcy wyznaczyli go zastępcą starosty zarządu rejonowego. Jednocześnie pełnił funkcję szefa oddziału paszportowego swatowskiego zarządu rejonowego. Współtworzył w mieście ukraińską organizację narodową Proswita, wchodząc w skład kierownictwa rejonowego. Pod koniec stycznia 1943 r. wraz z wojskami niemieckimi ewakuował się na zachód, ale został schwytany przez Sowietów. W połowie kwietnia tego roku został skazany na karę śmierci, wykonaną przez rozstrzelanie 16 maja.